# Tipulodina micracantha
Tipulodina micracantha är en tvåvingeart som beskrevs av Alexander 1924. Tipulodina micracantha ingår i släktet Tipulodina och familjen storharkrankar.
Artens utbredningsområde är Vietnam. Inga underarter finns listade i Catalogue of Life.